# Aire d'attraction de Mende
L'aire d'attraction de Mende est un zonage d'étude défini par l'Insee pour caractériser l’influence de la commune de Mende sur les communes environnantes. Publiée en octobre 2020, elle se substitue à l'aire urbaine de Mende, qui comportait 15 communes dans le dernier zonage qui remontait à 2010.

### Carte

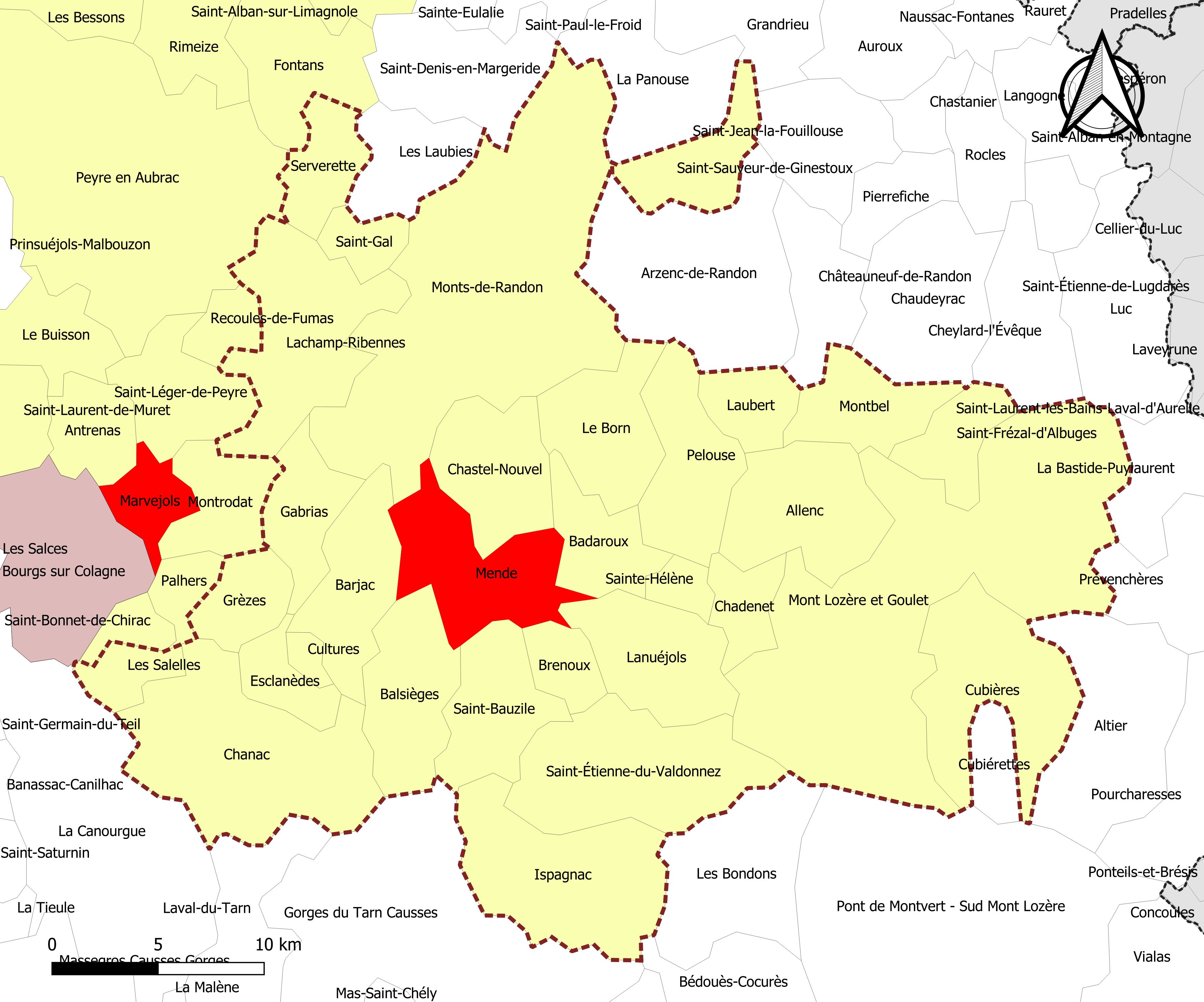
Carte de l'aire d'attraction de Mende.
Commune-centre
Commune de la couronne

## Définition
L’aire d’attraction d'une ville est composée d’un pôle, défini à partir de critères de population et d’emploi ainsi que d’une couronne constituée des communes dont au moins 15 % des actifs travaillent dans le pôle. Le pôle d’attraction constitue ainsi un point de convergence des déplacements domicile-travail,.

## Type et composition
L’aire d'attraction de Mende est une aire intra-départementale qui comporte 31 communes dans la Lozère.

### Composition communale
| Nom                        | Code Insee | Département | Statut                 | Superficie (km2) | Population (dernière pop. légale) | Densité (hab./km2) | Modifier                                    |
| -------------------------- | ---------- | ----------- | ---------------------- | ---------------- | --------------------------------- | ------------------ | ------------------------------------------- |
| Mende (commune-centre)     | 48095      | Lozère      | commune-centre         | 36,56            | 12 322 (2022)                     | 337                | modifier les données · modifier les données |
| Allenc                     | 48003      | Lozère      | commune de la couronne | 38,58            | 264 (2022)                        | 6,8                | modifier les données · modifier les données |
| Badaroux                   | 48013      | Lozère      | commune de la couronne | 20,72            | 960 (2022)                        | 46                 | modifier les données · modifier les données |
| Balsièges                  | 48016      | Lozère      | commune de la couronne | 32,88            | 587 (2022)                        | 18                 | modifier les données · modifier les données |
| Barjac                     | 48018      | Lozère      | commune de la couronne | 29,92            | 791 (2022)                        | 26                 | modifier les données · modifier les données |
| Mont Lozère et Goulet      | 48027      | Lozère      | commune de la couronne | 166,21           | 1 107 (2022)                      | 6,7                | modifier les données · modifier les données |
| Le Born                    | 48029      | Lozère      | commune de la couronne | 30,21            | 156 (2022)                        | 5,2                | modifier les données · modifier les données |
| Brenoux                    | 48030      | Lozère      | commune de la couronne | 11,25            | 388 (2022)                        | 34                 | modifier les données · modifier les données |
| Chadenet                   | 48037      | Lozère      | commune de la couronne | 12,96            | 122 (2022)                        | 9,4                | modifier les données · modifier les données |
| Chanac                     | 48039      | Lozère      | commune de la couronne | 71,14            | 1 421 (2022)                      | 20                 | modifier les données · modifier les données |
| Chastel-Nouvel             | 48042      | Lozère      | commune de la couronne | 31,50            | 932 (2022)                        | 30                 | modifier les données · modifier les données |
| Cubières                   | 48053      | Lozère      | commune de la couronne | 48,88            | 189 (2022)                        | 3,9                | modifier les données · modifier les données |
| Cultures                   | 48055      | Lozère      | commune de la couronne | 3,96             | 197 (2022)                        | 50                 | modifier les données · modifier les données |
| Esclanèdes                 | 48056      | Lozère      | commune de la couronne | 12,51            | 428 (2022)                        | 34                 | modifier les données · modifier les données |
| Gabrias                    | 48068      | Lozère      | commune de la couronne | 20,65            | 159 (2022)                        | 7,7                | modifier les données · modifier les données |
| Grèzes                     | 48072      | Lozère      | commune de la couronne | 16,21            | 209 (2022)                        | 13                 | modifier les données · modifier les données |
| Ispagnac                   | 48075      | Lozère      | commune de la couronne | 53,71            | 897 (2022)                        | 17                 | modifier les données · modifier les données |
| Lanuéjols                  | 48081      | Lozère      | commune de la couronne | 32,67            | 370 (2022)                        | 11                 | modifier les données · modifier les données |
| Laubert                    | 48082      | Lozère      | commune de la couronne | 14,28            | 102 (2022)                        | 7,1                | modifier les données · modifier les données |
| Montbel                    | 48100      | Lozère      | commune de la couronne | 22,87            | 147 (2022)                        | 6,4                | modifier les données · modifier les données |
| Pelouse                    | 48111      | Lozère      | commune de la couronne | 32,98            | 229 (2022)                        | 6,9                | modifier les données · modifier les données |
| Lachamp-Ribennes           | 48126      | Lozère      | commune de la couronne | 50,86            | 375 (2022)                        | 7,4                | modifier les données · modifier les données |
| Monts-de-Randon            | 48127      | Lozère      | commune de la couronne | 147,38           | 1 209 (2022)                      | 8,2                | modifier les données · modifier les données |
| Saint-Bauzile              | 48137      | Lozère      | commune de la couronne | 29,33            | 590 (2022)                        | 20                 | modifier les données · modifier les données |
| Saint-Étienne-du-Valdonnez | 48147      | Lozère      | commune de la couronne | 56,09            | 641 (2022)                        | 11                 | modifier les données · modifier les données |
| Saint-Frézal-d'Albuges     | 48151      | Lozère      | commune de la couronne | 17,20            | 61 (2022)                         | 3,5                | modifier les données · modifier les données |
| Saint-Gal                  | 48153      | Lozère      | commune de la couronne | 9,88             | 89 (2022)                         | 9,0                | modifier les données · modifier les données |
| Sainte-Hélène              | 48157      | Lozère      | commune de la couronne | 6,73             | 97 (2022)                         | 14                 | modifier les données · modifier les données |
| Saint-Sauveur-de-Ginestoux | 48182      | Lozère      | commune de la couronne | 22,14            | 60 (2022)                         | 2,7                | modifier les données · modifier les données |
| Les Salelles               | 48185      | Lozère      | commune de la couronne | 10,62            | 166 (2022)                        | 16                 | modifier les données · modifier les données |
| Serverette                 | 48188      | Lozère      | commune de la couronne | 17,35            | 249 (2022)                        | 14                 | modifier les données · modifier les données |

## Démographie
Elle est catégorisée dans les aires de moins de 50 000 habitants, une catégorie qui regroupe 16,6 % de la population d'Occitanie et 12,2 % au niveau national.
| 1968   | 1975   | 1982   | 1990   | 1999   | 2009   | 2014   | 2021   |
| ------ | ------ | ------ | ------ | ------ | ------ | ------ | ------ |
| 20 365 | 20 588 | 21 276 | 21 695 | 22 817 | 24 610 | 24 271 | 25 491 |